# Evangelho dos Ebionitas

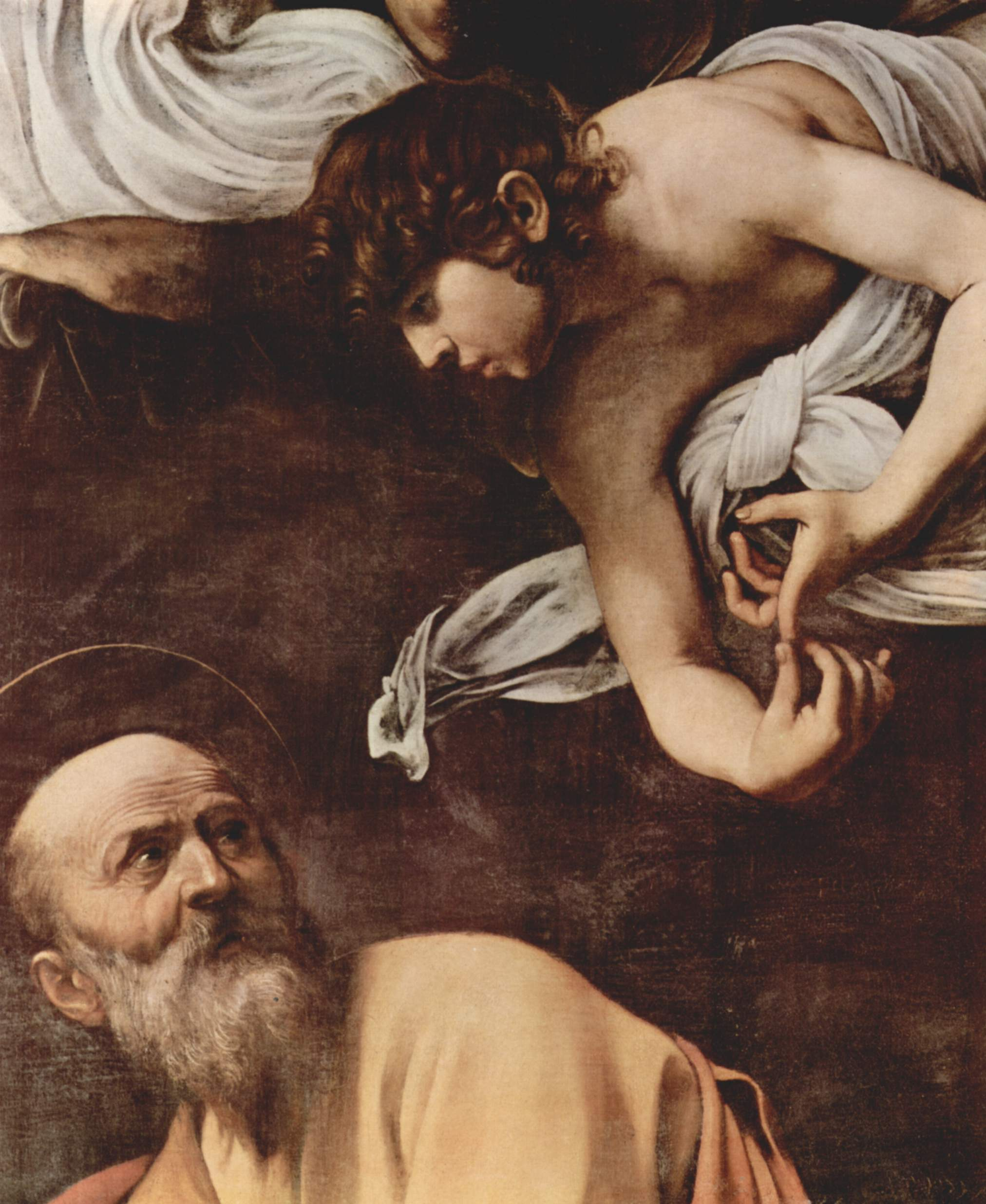
Inspiração de Mateus.
Por Caravaggio (1602), atualmente na Igreja de São Luis dos franceses, em Roma.

O Evangelho dos Ebionitas é o nome convencional dado por estudiosos a um evangelho apócrifo, as vezes mencionado como sendo uma versão truncada e modificada do Evangelho de Mateus ou ainda evangelho segundo os Hebreus, pelos pais da igreja católica, utilizado pelos ebionitas . Os fragmentos desse evangelho, oriundos provavelmente do século I ou II, apresentam uma cristologia com Jesus na pessoa de um Messias Judaico e humano, rejeitando a divindade de sua pessoa.

## Descrição
Não há evidências de que o Evangelho dos Ebionitas não era o mesmo que o Evangelho dos Hebreus e o Evangelho dos Nazarenos, visto que os primeiros pais da igreja católica relataram que ambos eram utilizados pelos ebionitas. Jerônimo o traduziu o evangelho para o latim, mas ainda há um debate sobre o chamado Matthaei Authenticum (ou "Autêntico Mateus"). Ele sobrevive somente em fragmentos ou como citações em obras alheias e, por isso, é difícil afirmar se ele era um texto independente ou simplesmente uma variação.
Há fragmentos do Evangelho dos Ebionitas composto em grego . Há similaridades temáticas entre o Evangelho dos Ebionitas e a Literatura Pseudo-Clementina. . Relatos dos pais da igreja, por volta do primeiro e segundo século (de 67 d.C em diante), narram a utilização do evangelho de Mateus em hebraico pelos ebionitas  e ainda, evangelho segundo os Hebreus .

## Ebionitas
Os Ebionitas eram um seguimento judaico-cristão que acreditavam que Jesus era o Messias, mas ao mesmo tempo um homem comum , nascido de Maria e José, que não era um deus, que foi crucificado mas ressuscitado na forma humana . Eles insistiam na necessidade de seguir os ritos e leis judaicas, que eles interpretavam agora à luz dos ensinamentos de Jesus utilizando apenas o evangelho judaico-cristão de Mateus ou evangelho segundo os Hebreus. Os ebionitas rejeitavam as epístolas paulinas, cujo autor eles consideravam um apóstata da Lei.

## Evangelhos judaico-cristãos
Os ebionitas tinham outros textos como parte de seu cânon. Eles parecem ter aceitado um evangelho em aramaico, mas com letras hebraicas. É provável também que este evangelho fosse diferente do que é o Evangelho de Mateus no cânone do Novo Testamento, dado aos relatos dos próprios pais da igreja católica no primeiro século de que a crença dos ebionitas em Jesus Cristo era diferente da crença dos cristãos. Há quem diga haver distinção do Evangelho dos Hebreus, apensar de existirem registros de que os Ebionitas também o usavam, e o Evangelho dos Nazarenos, incluindo a tese de Carl August Credner que em 1832 identificou a possibilidade de três Evangelhos Judaico-Cristãos. Esses seriam o Evangelho dos Nazarenos mencionado por Jerônimo, o Evangelho Grego dos Ebionitas citado por Epifânio e um Evangelho Grego citado por Orígenes como o Evangelho dos Hebreus.
Jerônimo afirmou que tanto os nazarenos quanto os ebionitas se utilizavam do Evangelho dos Hebreus, que era considerado como sendo o "Mateus Autêntico" por muitos deles. O relato de Jerônimo é consistente com os anteriores, feitos por Ireneu de Lyon e Eusébio de Cesareia. Epifânio também se refere a um "Evangelho dos Hebreus" como sendo a fonte utilizada pelos ebionitas, talvez combinando os testemunhos destes mesmos Padres da Igreja.
Jerônimo apontou que não seria provável a versão canônica de Mateus ser apenas uma tradução grega da versão hebraica ou aramaica de Mateus. Uma carta do Papa Dâmaso I em 383, ele apontou que havia muitas discrepâncias entres os dois Hoje em dia, a maior parte dos estudiosos concorda que o Mateus canônico não foi escrito por Mateus, mas por um autor desconhecido, no final do século I d.C., e se baseando no Evangelho de Marcos e nas fontes Q e M (veja Problema sinótico). Também, a maior parte dos estudiosos não se refere mais a este evangelho como Matthaei Authenticum.
A designação Evangelho dos Ebionitas é um neologismo acadêmico, pois nunca houve um texto com este nome circulando durante o Cristianismo primitivo. No século XIX, críticos textuais como Andrews Norton em 1846, propuseram a designação de "Evangelho dos Ebionitas" a esse evangelho descrito por Epifânio de Salamina utilizado pelos ebionitas. O nome também foi utilizado por Bernhard Pick em 1908.

## Trechos do Evangelho citados por Epifânio
O Evangelho dos Ebionitas sobrevive apenas em curtas citações feitas por Epifânio em sua heresiologia "Panarion" (cap. 30), uma polêmica contra os ebionitas.
“E aconteceu depois de os dias de Herodes, rei da Judeia, no sumo sacerdócio de Caifás, que um certo homem por nome João veio batizar com o batismo de arrependimento, no rio Jordão, e ele se dizia ser da linhagem de Arão, o sacerdote, filho de Zacarias e Isabel, e todos saíram com ele.”.
“E aconteceu que, quando João batizou, os fariseus se aproximaram dele e foram batizados, e toda Jerusalém também. Ele tinha uma roupa de pelos de camelos, e um cinto de couro em torno de seus lombos. E seu alimento foi mel da floresta, que tinha gosto de maná, formado como bolos de azeite.”.
“O povo tendo sido batizado, Jesus veio também, e foi batizado por João. E como ele saiu da água os céus se abriram, e ele viu o espírito o santo descendo sob a forma de uma pomba, e entrando nele. E uma voz foi ouvida do céu: "Tu és o meu filho amado, em ti estou bem satisfeito, e ainda: "neste dia te gerei". E de repente uma grande luz brilhou naquele lugar. E João ao vê-lo, disse: "Quem és tu, senhor?" Então uma voz foi ouvida do céu: "Este é o meu filho amado, em quem me comprazo". Por causa disto João caiu a seus pés e disse: "Peço-te, senhor, batiza-me". Mas ele negou, dizendo: Deixe-me sozinho, pois, assim é certo que tudo seja realizado".
"Havia certo homem chamado Jesus, e ele tinha cerca de trinta anos de idade, ele nos escolheu. E vindo a Cafarnaum, ele entrou na casa de Simão, por sobrenome Pedro, e abriu a boca e disse: “Passando ao lado do mar de Tiberíades eu escolhi João e Tiago, filhos de Zebedeu, e Simão e André e Filipe e Bartolomeu, Tiago, filho de Alfeu e Thomas, Tadeu, Simão, o Zelote, e Judas Iscariotes. Tu também, Mateus, sentado na coletoria, que eu chamei, e tu me seguiu. Segundo a minha intenção sois doze apóstolos para um testemunho a Israel"”.
"Eis aí tua mãe e teus irmãos estão lá fora. Ele disse: Quem é minha mãe e quem são meus irmãos? E, estendendo a mão para os seus discípulos e disse: Estes são meus irmãos e minha mãe e irmãs, que fazem a vontade de meu Pai.".
"Nenhum discípulo está acima de seu mestre, nem o servo acima de seu senhor".
"Eu vim para abolir os sacrifícios: Se vós não deixardes de sacrificar, a ira (de Deus) não deixará de pesar sobre vós".
"Onde queres que vamos preparar para Ti para comer a Páscoa?" Ao que ele respondeu: Que eu não tenho vontade de comer a carne do cordeiro pascal com vocês".